# The Great Leap
The Great Leap is een studioalbum uit 2006 van de Amerikaanse muziekgroep onder aanvoering van Phideaux (Xavier). Het album is opgenomen tussen augustus 2005 en juni 2006. Het verscheen op het eigen label van de band Bloodfish. Het conceptalbum gaat over de controlestaat en de ecologishe ramp; het vormt samen met Doomsday Afternoon een soort trilogie.

## Musici
- Gabriel Moffat - gitaar
- Rich Hutchins – slagwerk
- Linda Ruttan-Moldawski, Mollie Ruttan, Valerie Gracious – zang
- Ariel Farber – viool, zang
- Stefanie Fife – cello
- Jo Posateri – kleine trom
- Scott Brannon – dulcimer
- Probyn Gregory – theremin, trompet flugelhorn, trombone
- Arlan Shierbaum – hammondorgel, piano, synthesizer, minimoog
- Phideaux Xavier – zang, sitar, gitaar, toetsinstrumenten.

## Composities
Allen van Phideaux behalve waar aangegeven:

| Nr. | Titel                                                    | Duur |
| --- | -------------------------------------------------------- | ---- |
| 1.  | Wake up (Phideaux en Hutchins)                           | 4:03 |
| 2.  | You and me against the world of pain                     | 5:35 |
| 3.  | The waiting                                              | 3:03 |
| 4.  | Abducted                                                 | 6:10 |
| 5.  | Rainboy                                                  | 6:15 |
| 6.  | I was thinking                                           | 4:24 |
| 7.  | Long and lonely way (Phideaux, Rick Robertson, Hutchins) | 4:18 |
| 8.  | They hunt you down                                       | 3:54 |
| 9.  | Tannis Root                                              | 4:52 |
| 10. | One star                                                 | 5:14 |
| 11. | Last                                                     | 5:50 |